# Corus luridus
Corus luridus là một loài bọ cánh cứng trong họ Cerambycidae.